# Exomalopsis comitanensis
Exomalopsis comitanensis är en biart som beskrevs av Timberlake 1980. Exomalopsis comitanensis ingår i släktet Exomalopsis och familjen långtungebin. Inga underarter finns listade i Catalogue of Life.